# 이서원
이서원 (李曙原, 1997년 2월 17일 ~ )은 대한민국의 前 배우이다.

## 출연 작품

### 드라마
| 연도 | 방송사 | 제목                        | 역할            |
| ---- | ------ | --------------------------- | --------------- |
| 2015 | JTBC   | 송곳                        | 어린 이수인     |
| 2016 | KBS2   | 함부로 애틋하게             | 노직            |
| 2017 | tvN    | 그녀는 거짓말을 너무 사랑해 | 서찬영          |
| 2017 | MBC    | 병원선                      | 김재걸          |
| 2017 | JTBC   | 막판로맨스                  | 윤동준 / 지설우 |

### 영화
| 연도 | 제목                 | 역할   |
| ---- | -------------------- | ------ |
| 2016 | 가슴의 문을 두드려도 | 김진규 |
| 2017 | 대장 김창수          | 김천동 |

## 연기 외 활동

### 텔레비전 프로그램
| 연도      | 방송사 | 제목     | 역할                  | 비고                  |
| --------- | ------ | -------- | --------------------- | --------------------- |
| 2016~2018 | KBS2   | 뮤직뱅크 | MC (솔빈과 공동 진행) | 2016.11.11~2018.05.11 |

### 광고
| 연도 | 기업명         | 제품명                                                    | 종류             | 공동 출연 |
| ---- | -------------- | --------------------------------------------------------- | ---------------- | --------- |
| 2014 | 오리온제과     | 초코파이                                                  | 스낵             |           |
| 2014 | 한국 야쿠르트  | 프로바이오틱스 '더 건강한 유산균' 편                      | 음료             |           |
| 2014 | 굿네이버스     | 굿네이버스 - '세상을 위한 좋은 변화' 학생 편              | 공익광고         |           |
| 2015 | (주)조은세이프 | 위봇 홈씨씨 등교편                                        | 프리미엄 홈 CCTV |           |
| 2015 | 공익광고협의회 | 학교폭력예방 캠페인 - '학교폭력이 자라면' 편              | 공익 광고        |           |
| 2015 | 동화약품       | 화이투벤 나잘 스프레이 - '코감기, 이젠 뿌리세요' 편       | 의약품           |           |
| 2015 | SPC그룹        | SPC 70주년 - 'Nice to meet you' 편                        | 기업 광고        |           |
| 2015 | 삼성전자       | 삼성 투모로우 솔루션 - 'Be a Hero' 편                     | 기업 광고        |           |
| 2016 | 동서식품       | 맥심 모카골드 커피가 들어준 이야기 3월 - 커피라는 핑계 편 | 커피             |           |

## 수상 및 후보
| 연도 | 시상식       | 부문        | 작품   | 비고 |
| ---- | ------------ | ----------- | ------ | ---- |
| 2017 | MBC 연기대상 | 남자 신인상 | 병원선 | 후보 |

## 사건 및 사고

### 성추행 논란
2018년 4월 8일 이서원은 술자리에 함께 있던 여성 연예인에게 신체 접촉을 시도하고, 피해자가 이를 거부하며 남자친구에게 전화를 걸자 흉기로 협박한 혐의를 받고 있다. 당시 이서원은 출동한 경찰에 현행범으로 체포됐으며, 경찰 조사를 받는 과정에서 고함을 지르며 난동을 부렸다고 알려져 추가 논란이 일었다. 조사 결과 경찰은 강제추행 및 특수협박 혐의가 있다고 보고, 그를 불구속 입건한 후 서울동부지검에 기소 의견으로 송치했다.
이서원의 3번째 공판 기일은 10월 25일 오후 5시다.
2018년 11월 20일에 27사단 신병교육대대에 입대했다. 당시 블러썸 측은 재판 때문에 이서원의 입소를 연기해 달라고 병무청에 요청했으나, 병무청이 수용하지 않았다고 발표했다. 그러나 대중들로부터 군대로 도망갔냐는 비난을 받고 있다.
입대한 후 이서원의 재판은 군 법원의 관할로 넘어갔으며, 군 법원에서는 그에게 징역 1년에 집행유예 2년을 선고했다. 현재는 이서원 측이 항소를 제기한 상황이다.
군 복무 도중 블러썸과 계약이 만료된 그는 2020년 6월 30일에 제대한 후 자숙 중으로 알려졌다.